# Nootsara Tomkom
Nootsara Tomkom (ur. 7 lipca 1985 w Bangkoku) – tajska siatkarka, reprezentantka kraju, grająca na pozycji rozgrywającej.

## Sukcesy klubowe
Klubowe Mistrzostwa Azji:
- 2009, 2010, 2011, 2018
- 2007, 2008
- 2012

Superpuchar Szwajcarii:
- 2008

Mistrzostwo Szwajcarii:
- 2009
- 2010

Mistrzostwo Tajlandii:
- 2011

Puchar Challenge:
- 2011

Mistrzostwo Azerbejdżanu:
- 2014, 2015, 2016
- 2011
- 2013

Puchar Tajlandii:
- 2012, 2013

Liga Mistrzyń:
- 2014

Puchar Turcji:
- 2017

Mistrzostwo Turcji:
- 2017
- 2018

## Sukcesy reprezentacyjne
Letnia Uniwersjada:
- 2001, 2013

Mistrzostwa Azji:
- 2009, 2013
- 2017, 2019
- 2001, 2007, 2015

Puchar Azji:
- 2012
- 2010
- 2008, 2018

Igrzyska Azjatyckie:
- 2018
- 2014

Volley Masters Montreux:
- 2016

## Nagrody indywidualne
- 2007: Najlepsza rozgrywająca Klubowych Mistrzostw Azji
- 2007: Najlepsza rozgrywająca Mistrzostw Azji
- 2008: Najlepsza rozgrywająca Klubowych Mistrzostw Azji
- 2009: Najlepsza serwująca Klubowych Mistrzostw Azji
- 2009: Najlepsza rozgrywająca Mistrzostw Azji
- 2010: MVP Klubowych Mistrzostw Azji
- 2010: Najlepsza rozgrywająca Pucharu Azji
- 2011: Najlepsza rozgrywająca Mistrzostw Azerbejdżanu
- 2011: Najlepsza serwująca Klubowych Mistrzostw Azji
- 2012: Najlepsza rozgrywająca Mistrzostw Azerbejdżanu
- 2012: Najlepsza serwująca Klubowych Mistrzostw Azji
- 2012: Najlepsza rozgrywająca Grand Prix[1]
- 2012: Najlepsza rozgrywająca Pucharu Azji
- 2013: Najlepsza rozgrywająca fazy grupowej Grand Prix
- 2013: Najlepsza rozgrywająca Mistrzostw Azji
- 2014: Najlepsza rozgrywająca Final Four Ligi Mistrzyń
- 2014: Najlepsza rozgrywająca Mistrzostw Azerbejdżanu
- 2015: MVP, najlepsza rozgrywająca, i serwująca Mistrzostw Azerbejdżanu
- 2016: Najlepsza rozgrywająca turnieju Volley Masters Montreux
- 2016: Najlepsza rozgrywająca Grand Prix
- 2017: Najlepsza rozgrywająca Mistrzostw Azji
- 2019: Najlepsza rozgrywająca Mistrzostw Azji